# San Andres (Romblon)
Pour les articles homonymes, voir San Andres.
San Andres est une localité de la province de Romblon, aux Philippines. En 2015, elle compte 15 589 habitants.